# Pampa Vieja
Pampa Vieja es una localidad del departamento Jáchal, provincia de San Juan, Argentina. Según el censo de 2010, tiene una población de 740 habitantes.

## Población
En 2001 contaba con 566 habitantes (Indec, 2001), lo que representó un incremento del 7% frente a los 529 habitantes (Indec, 1991) del censo anterior.
Su centro urbano incluye las localidades de El Fiscal y La Falda.